# Porvoon Butchers
Porvoon Butchers (español: Carniceros de Porvoo) es un equipo de fútbol americano de Porvoo, Finlandia Meridional (Finlandia).

## Historia
Fue fundado en 1986, y se ha convertido en uno de los equipos más importantes de Finlandia al vencer en seis ediciones de la Liga del Arce (2005, 2006, 2007, 2008, 2009, 2010 y 2023), la máxima competición finesa.